# دکلزویل (کالیفرنیا)
دکلزویل (به انگلیسی: Declezville) یک منطقهٔ مسکونی در ایالات متحده آمریکا است که در شهرستان سن برناردینو، کالیفرنیا واقع شده‌است. دکلزویل ۵۷٬۸۳۲ نفر جمعیت دارد و ۲۸۵٫۹۱ متر بالاتر از سطح دریا واقع شده‌است.